# Patrice Carvalho
Pour les articles homonymes, voir Carvalho.
Patrice Carvalho, né le 15 novembre 1952 à Compiègne (Oise), est un homme politique français, membre du Parti communiste français.

## Carrière politique
Mécanicien de profession chez Saint-Gobain, il adhère au Parti communiste français (PCF) en 1967. 
Il est maire de Thourotte (Oise) depuis 1989 et conseiller général du canton de Ribécourt-Dreslincourt de 1992 à 2012. Il est également président de la communauté de communes des Deux Vallées (Oise).
En 1997, à la faveur d'une triangulaire, il remporte le siège de député de la sixième circonscription de l'Oise (Compiègne-Nord / Noyon) à François-Michel Gonnot; il se fait alors remarquer en siégeant à l'Assemblée en bleu de travail. En 2002, il perd son siège au profit de François-Michel Gonnot, porté par la « vague bleue ». Il tente sans succès de le reconquérir en 2007. Il remporte les élections législatives de 2012, à nouveau grâce à une triangulaire.
Patrice Carvalho prend position contre le mariage homosexuel, rappelant qu'il avait voté, en 1999 en faveur du Pacte civil de solidarité (PACS), et qu'il restait partisan d'un extension des droits pour les couples de même sexe, notamment en matière de succession. De fait, le 2 février 2013, il vote contre l'article 1 du projet de loi instaurant le mariage entre personnes du même sexe. Il souligne que « la Nature est ainsi faite. Le mariage est fondé sur une famille, un père et une mère », « je ne vois pas ce que ce projet de loi va apporter... », c'est de « l'enfumage... il y a d'autres choses à voter avant ça ».
À partir de janvier 2017, Patrice Carvalho est soumis, parmi plusieurs autres députés, à des soupçons d'emploi fictif sur la personne de son épouse, inscrite et rémunérée comme son attachée parlementaire à sa permanence de l'Oise.
Candidat à un nouveau mandat lors des élections législatives de 2017, il arrive en troisième position du premier tour avec 18,86 % des voix et ne peut accéder au second tour, disputé par les candidats de La République en marche (30,04 %) et du Front national (21,02 %). Il est notamment handicapé par la présence d'une candidate de La France insoumise qui réunit 7,27 % des suffrages.